# جو ادلستون
جو ادلستون (انگلیسی: Joe Eddleston؛ ۲۹ دسامبر ۱۸۹۶ – ۲۴ مارس ۱۹۵۵) بازیکن فوتبال اهل بریتانیا بود.
از باشگاه‌هایی که در آن بازی کرده‌است می‌توان به باشگاه فوتبال نلسون، باشگاه فوتبال بلکبرن روورز، و باشگاه فوتبال سوئیندون تاون اشاره کرد.